# 石鳥谷町
石鳥谷町（いしどりやちょう）は、平成17年（2005年）まで岩手県稗貫郡にあった町。現在の花巻市のうち石鳥谷町を冠する各大字にあたる。特産品はリンゴ・リンドウ・日本酒など。特に日本酒については町内の歴史民俗資料館・南部杜氏伝承館で伝統的な酒造技術の資料を展示し、「南部杜氏の里」としてアピールしていた。

## 沿革
- 慶長年間、花巻と郡山の間に人家がなく往来に不便であったため、町屋を建てたのが創始である。
- 明治22年（1889年）4月1日 - 町村制施行にともない、好地村・大瀬川村・松林寺村・大興寺村・北寺林村・富沢村・長谷堂村の計7か村が合併して新制の好地村（こうちむら）が発足。
- 昭和3年（1928年）10月1日 - 町制施行し、石鳥谷町となる。
- 昭和30年（1955年）4月1日 - 新堀村・八幡村・八重畑村と合併し、新制の石鳥谷町が発足。
- 平成18年（2006年）1月1日 - 大迫町および和賀郡東和町と共に花巻市と合併し、新制の花巻市の一部となる。

## 行政
- 最後の町長：高橋公男（たかはし きみお）2003年2月22日就任。

- 歴代好地村長

| 代 | 氏名       | 就任                      | 退任                      | 備考 |
| -- | ---------- | ------------------------- | ------------------------- | ---- |
| 1  | 後藤直助   | 不詳                      | 不詳                      |      |
| 2  | 淵沢節郎   | 不詳                      | 不詳                      |      |
| 3  | 板垣馬之丈 | 明治38年（1905年）8月23日 | 明治42年（1909年）8月17日 |      |
| 4  | 高橋久治   | 明治42年（1909年）8月18日 | 大正10年（1921年）3月31日 |      |
| 5  | 佐々木賢蔵 | 大正10年（1921年）7月9日  | 大正14年（1925年）7月8日  |      |
| 6  | 柳原一郎   | 大正14年（1925年）7月16日 | 昭和3年（1928年）3月31日  |      |

- 歴代石鳥谷町長

昭和の合併以前
| 代 | 氏名       | 就任                      | 退任                       | 備考         |
| -- | ---------- | ------------------------- | -------------------------- | ------------ |
| 1  | 柳原一郎   | 昭和3年（1928年）4月1日   | 昭和4年（1929年）7月15日   | 村長より留任 |
| 2  | 藤原脩二   | 昭和4年（1929年）7月22日  | 昭和8年（1933年）7月21日   |              |
| 3  | 八重樫寅蔵 | 昭和8年（1933年）8月9日   | 昭和10年（1935年）3月9日   |              |
| 4  | 関庄三郎   | 昭和10年（1935年）3月10日 | 昭和16年（1941年）1月22日  |              |
| 5  | 藤原脩二   | 昭和16年（1941年）1月10日 | 昭和17年（1942年）5月15日  | 再任         |
| 6  | 玉山景三   | 昭和17年（1942年）9月15日 | 昭和21年（1946年）11月22日 |              |
| 7  | 藤原文三   | 昭和22年（1947年）4月6日  | 昭和30年（1955年）3月31日  |              |

昭和の合併以後
初代 - 大森新陸

## 姉妹都市

### 海外
- ラットランド市（アメリカ合衆国 バーモント州）
  - 昭和61年（1986年）10月8日、姉妹都市提携

## 交通

### 鉄道
- 東日本旅客鉄道（JR東日本）
  - 東北本線：石鳥谷駅

### 道路
- 一般国道
  - 国道4号
  - 国道456号
- 主要地方道
  - 岩手県道13号盛岡和賀線
  - 岩手県道43号盛岡大迫東和線
- 一般県道
  - 岩手県道102号石鳥谷大迫線
  - 岩手県道109号石鳥谷花巻温泉線
  - 岩手県道117号石鳥谷停車場線
  - 岩手県道198号志和石鳥谷線
  - 岩手県道213号花巻空港停車場線
  - 岩手県道214号羽黒堂二枚橋線
  - 岩手県道224号八重畑小山田線
  - 岩手県道265号中寺林犬淵線
  - 岩手県道285号盛岡石鳥谷線
  - 岩手県道294号東宮野目二枚橋線

## 関連文献
- 大森勝雄「地方自治体 (石鳥谷町) と南部杜氏」『日本醸造協会誌』第87巻第6号、日本醸造協会、1992年、402-408頁、doi:10.6013/jbrewsocjapan1988.87.402。